# Lê Hồng Phong
Lê Hồng Phong (tên khai sinh: Lê Huy Doãn; 6 tháng 9 năm 1902 – 6 tháng 9 năm 1942) là một chính trị gia, nhà cách mạng cộng sản người Việt Nam. Trong giai đoạn 1935–1936, ông giữ chức Tổng Bí thư Đảng Cộng sản Đông Dương. Vợ ông, Nguyễn Thị Minh Khai, cũng là một người giữ vai trò quan trọng trong Đảng ở thời kỳ đầu.

## Thân thế
Ông tên thật là Lê Huy Doãn, sinh ngày 6 tháng 9 năm 1902 trong một gia đình nghèo thuộc xóm Đông Cửa, thôn Đông xã Cựu Thông Lãng, tổng Thông Lãng, nay là xã Thông Tân, huyện Hưng Nguyên, tỉnh Nghệ An. Từ nhỏ, cuộc sống của ông đã gặp nhiều bấp bênh khó khăn. Song thân ông là ông Lê Huy Quán và bà Phạm Thị Sau.
Mồ côi cha từ nhỏ, tuy nhiên nhờ sự tảo tần của người mẹ, ông vẫn được cho theo học chữ Hán tại làng, được thầy học cải tên thành Lê Văn Duyện. Sau đó, ông được cho học tiếp thêm khoảng 2 năm tiếng Pháp. Vì gia cảnh quá ngặt nghèo, năm 16 tuổi, ông xin đi làm công cho một hãng buôn ở Vinh để có thêm tiền sinh kế cho gia đình. Một thời gian sau, ông chuyển sang làm công nhân nhà máy diêm Bến Thủy và bị đuổi việc vì đã vận động công nhân đấu tranh đòi quyền lợi với giới chủ bóc lột. Từ đó, ông bước vào con đường làm một nhà cách mạng chuyên nghiệp.

## Hoạt động ở hải ngoại
Tháng 1 năm 1924, ông cùng 10 thanh niên, trong đó có bạn cùng làng là Phạm Hồng Thái, sang Thái Lan, sau đó đi qua Quảng Châu (Trung Quốc). Tại đây, ông cùng Lê Hồng Sơn, Lê Quang Đạt gặp Nguyễn Ái Quốc và được kết nạp vào tổ chức cách mạng Tâm Tâm Xã (còn gọi là Tân Việt Thanh niên Đoàn). Ông là một trong 9 hội viên hạt nhân của tổ chức Việt Nam Thanh niên Cách mạng Đồng chí Hội.
Mùa hè năm 1925, ông cùng Lê Hồng Sơn và Lê Quang Đạt được giới thiệu vào học Trường Quân sự Hoàng Phố. Một năm sau, ông được cử sang học Trường Không quân Quảng Châu. Tại đây, tháng 2 năm 1926, được sự giới thiệu của Nguyễn Ái Quốc, ông được kết nạp vào Đảng Cộng sản Trung Quốc. Tháng 8 năm 1927, ông cùng nhóm thanh niên tình nguyện Việt Nam đang theo học tại Trường Không quân Quảng Châu sang học tiếp tại Trường Không quân Liên Xô.
Tuy nhiên, nhờ có sức khỏe tốt nên ông là người duy nhất trong nhóm tiếp tục theo học tại Trường Không quân Liên Xô. Từ tháng 10 năm 1926 đến tháng 10 năm 1927, ông sang học Trường Lý luận Quân sự tại Leningrad (Liên Xô). Từ tháng 12 năm 1927 đến tháng 11 năm 1928, ông học trường Không quân số 2 ở Borisoglebsk (Liên Xô). Từ tháng 12 năm 1928, ông theo học trường Đại học Lao động Cộng sản Phương Đông của Quốc tế Cộng sản ở Moskva (Liên Xô) với bí danh Litvinov (Литвинов). Sau khi tốt nghiệp, ông tham gia Hồng quân Liên Xô với cấp bậc Trung tá.

## Thành lập Ban Chỉ huy Hải ngoại
Cuối năm 1931, với tên là Vương Nhật Dân, ông về Trung Quốc hoạt động. Bấy giờ, ở trong nước, các tổ chức cộng sản bị chính quyền thực dân đàn áp dữ dội. Năm 1932, theo chỉ thị của Quốc tế Cộng sản, ông cùng một số đồng chí tìm cách liên lạc với tổ chức Đảng trong nước nhằm khôi phục phong trào và thảo chương trình hành động của đảng trong tình hình Đảng bị tổn thất nặng nề trước đó.
Tháng 6 năm 1932, Đảng Cộng sản Đông Dương đã ra bản Chương trình hành động được Quốc tế Cộng sản công nhận. Dưới sự chỉ đạo của Quốc tế Cộng sản, tháng 3 năm 1934, tại Ma Cao, Ban Chỉ huy hải ngoại của Đảng Cộng sản Đông Dương được thành lập, do ông làm Thư ký (Bí thư). Do tình hình Ban Chấp hành Trung ương trong nước gần như bị tê liệt nên Ban Chỉ huy hải ngoại kiêm Ban Chấp hành Trung ương lâm thời, có nhiệm vụ liên lạc giữa Đảng Cộng sản Đông Dương với Quốc tế Cộng sản và các đảng Cộng sản bạn, tổ chức lại công tác đào tạo cán bộ cho đất nước, ra Tạp chí Bônsơvích - cơ quan lý luận của Trung ương Đảng, tập hợp và phục hồi các cơ sở Đảng, chuẩn bị triệu tập Đại hội Đảng lần thứ nhất.
Từ ngày 16 đến ngày 21 tháng 6 năm 1934, Hội nghị Ban chỉ huy hải ngoại của Đảng Cộng sản Đông Dương và đại diện các tổ chức Đảng ở trong nước được tổ chức, gồm có Lê Hồng Phong, Hà Huy Tập, Nguyễn Văn Dựt, Nguyễn Văn Tham và Trần Văn Chấn. Hội nghị đã thông qua Nghị quyết Chính trị và Nghị quyết Về các vấn đề tổ chức.
Nghị quyết Về các vấn đề tổ chức của Hội nghị quy định cơ cấu tổ chức và nhiệm vụ của Ban Chỉ huy hải ngoại của Đảng Cộng sản Đông Dương:
1. Ban Chỉ huy hải ngoại gồm 5 người (3 người do Quốc tế Cộng sản chỉ định và 2 người do Trung ương Đảng Cộng sản Đông Dương chỉ định). Ban chỉ huy hải ngoại bầu Ban Thường vụ và thư ký của Ban. Thời hạn tồn tại của Ban Chỉ huy hải ngoại do Quốc tế Cộng sản quy định. Các hội nghị toàn thể của Ban Chỉ huy hải ngoại được triệu tập ít nhất ba tháng một lần.
2. Ban Chỉ huy hải ngoại là đại diện của Đảng trong quan hệ và liên lạc với Quốc tế Cộng sản và các Đảng Cộng sản anh em.
3. Ban Chỉ huy hải ngoại chỉ đạo đường lối chính trị chung của Trung ương Đảng. Ban có quyền cử đại biểu để tham gia công tác và kiểm tra toàn bộ công tác của các cấp ủy đảng trong nước.
4. Những nghị quyết quan trọng nhất của Trung ương phải được bàn bạc nhất trí với Ban Chỉ huy hải ngoại. Trong trường hợp Trung ương Đảng Cộng sản Đông Dương không đồng ý với Ban Chỉ huy hải ngoại, Trung ương có quyền khiếu nại nghị quyết lên Quốc tế Cộng sản. Trước khi Quốc tế Cộng sản quyết định vấn đề tranh cãi thì Trung ương có nhiệm vụ phải thực hiện các chỉ thị của Ban Chỉ huy hải ngoại.
5. Trong trường hợp Trung ương Đảng bị vỡ và mất liên lạc và để tránh mất sự lãnh đạo thường xuyên, các Xứ ủy Đảng (Bắc Kỳ, Trung Kỳ, Nam Kỳ, Lào, Cao Miên) phải liên lạc với Ban Chỉ huy hải ngoại. Trong trường hợp Trung ương bị vỡ, Ban Chỉ huy hải ngoại có thể thay thế Trung ương lãnh đạo trực tiếp tất cả các tổ chức đảng ở trong nước...[4]

Như vậy, có thể thấy cơ cấu Ban Chỉ huy hải ngoại có tác dụng như Ban Chấp hành TW ngày nay. Với cương vị Bí thư Ban Chỉ huy hải ngoại, trên thực tế ông nắm giữ vai trò Tổng bí thư Đảng Cộng sản Đông Dương. Sau khi có Ban Chấp hành TW lập trong nước, thì Ban Chỉ huy hải ngoại có nhiệm vụ riêng, và thành viên hai tổ chức khác nhau.

## Hoạt động từ 1935 đến khi qua đời
Tháng 3 năm 1935, tại Đại hội I của Đảng ở Ma Cao, ông được bầu làm Tổng Bí thư. Tháng 7 năm 1935, ông dẫn đầu đoàn đại biểu Đảng ra dự Đại hội VII Quốc tế Cộng sản ở Moskva. Đại hội công nhận Đảng là Chi bộ chính thức của Quốc tế Cộng sản và bầu ông làm Ủy viên Ban Chấp hành của Quốc tế Cộng sản.
Tháng 1 năm 1936, ông tới Trung Quốc và triệu tập Hội nghị Trung ương Đảng tại Thượng Hải (tháng 7 năm 1936).
Ngày 10 tháng 11 năm 1937, ông về Việt Nam hoạt động với tên là La Anh.
Tháng 3 năm 1938, ông dự Hội nghị Trung ương họp tại Hóc Môn (Gia Định) quyết định thành lập "Mặt trận Dân chủ Đông Dương".
Ngày 22 tháng 6 năm 1939, ông bị mật thám Pháp bắt lần thứ nhất ở tại Sài Gòn, bị kết án 6 tháng tù và 3 năm quản thúc và trục xuất về quê Nghệ An.
Ngày 6 tháng 2 năm 1940, ông bị bắt lần thứ hai. Sau đó, ông bị kết án 5 năm tù và 10 năm quản thúc vì không chứng cứ kết án tử hình. Ông bị đày đi Khám Lớn Sài Gòn và Côn Đảo.
Trưa ngày 6 tháng 9 năm 1942, ông qua đời trong lúc ở trong tù tại Côn Đảo đúng vào ngày sinh nhật lần thứ 40.
Trước khi mất ông gửi lời nhắn nhủ: "Xin chào tất cả các đồng chí. Nhờ các đồng chí nói với Đảng rằng: Tới giờ phút cuối cùng, Lê Hồng Phong vẫn một lòng tin tưởng ở thắng lợi vẻ vang của cách mạng".

## Gia đình
Ông lập gia đình với Nguyễn Thị Minh Khai, một nữ đồng chí cùng học tại Đại học Phương Đông. Hai người có chung một người con gái tên Lê Nguyễn Hồng Minh.
Trước khi gặp Nguyễn Thị Minh Khai, Lê Hồng Phong đã từng lập gia đình. Tuy nhiên, do Lê Hồng Phong đã thoát ly quê hương đi hoạt động từ lâu nên vợ Lê Hồng Phong đã lập gia đình mới.
Ông từng là anh em cột chèo với Đại tướng Võ Nguyên Giáp (phu nhân Đại tướng – Nguyễn Thị Quang Thái là em vợ ông).

## Vinh danh
Tên ông được đặt cho các đường phố ở các thành phố ở Việt Nam.